# Međunarodni indeks biljnih imena
Međunarodni indeks biljnih imena (eng. International Plant Names Index, kratica: IPNI) je baza podataka botaničkih imena. Indeksira sjemenjače, paprati i papratima srodne biljke. Najbolje pokriva vrste i rodove (usporedi).
Pokrenuta je 1999. Vlasnik joj je Plant Names Project, a autori su joj Kraljevski botanički vrtovi iz Kewa (Index Kewensis), Harvard University Herbaria (Gray Herbarium Index) i Australian National Herbarium (Australski indeks biljnih imena).
Ova baza podataka sadrži temeljne bibliografske pojedinosti, zajedno s imenima. Jedan od svrha ove baze je uklanjanje potrebe opetovanih referiranja na primarne izvore radi temeljne bibliografske informacije o biljnim imenima. Ova baza podataka je zbirka imena koje su registrirale tri ustanove koje surađuju u ovom projektu i rade na standardiziranju podataka. Standardizirane kratice za autore koje preporučuje Međunarodni kodeks botaničke nomenklature je Brummittovo i Powellovo djelo Authors of Plant Names, digitalna i ažurirana inačica koju se može konzultirati na tim istim stranicama.
Ove stranice su besplatne i da bi ih se rabilo, ne mora se registrirati.
Postoji sličan projekt koji se bavi gljivama: Index Fungorum.
Usporedi The Plant List, internetski enciklopedijski projekt koji obuhvaća širok popis botaničkog nazivlja.

## Vanjske poveznice
- Službene stranice